# ISO 2009
ISO 2009 er en ISO standard for en maskinskrue.
En maskinskrue ISO 2009 er en af de mest brugte maskinskruer indenfor befæstelse området.
| Gevind     | M1   | M1,2 | M1,4 | M1,6   | M2  | M2,5 |
| ---------- | ---- | ---- | ---- | ------ | --- | ---- |
| Bredde dk: | 1,9  | 2,3  | 2,6  | 3      | 3,8 | 4,7  |
| Længde k:  | 0,6  | 0,72 | 0,84 | 1/0,96 | 1,2 | 1,5  |
| længde b:  | 1    | 1    | 1    | 15     | 16  | 18   |
| Bredde n:  | 0,25 | 0,3  | 0,3  | 0,4    | 0,5 | 0,6  |

| Gevind     | M3      | M3,4      | M4      | M5      | M6      |
| ---------- | ------- | --------- | ------- | ------- | ------- |
| Bredde dk: | 5,5/5,6 | 7,3/6,5   | 8,4/7,5 | 9,3/9,2 | 11,3/11 |
| Længde k:  | 1,65    | 2,35/1,93 | 2,7/2,2 | 2,7/2,5 | 3,3/3   |
| længde b:  | 19      | 38        | 22      | 25      | 28      |
| Bredde n:  | 0,8     | 1         | 1,2     | 1,2     | 1,6     |

| Gevind     | M8        | M10     | M12 | M16 | M20 |
| ---------- | --------- | ------- | --- | --- | --- |
| Bredde dk: | 15,8/14,5 | 18,3/18 | 22  | 29  | 36  |
| Længde k:  | 4,65/4    | 5       | 6   | 8   | 10  |
| længde b:  | 34        | 40      | 46  | 58  | 70  |
| Bredde n:  | 2         | 2,5     | 3   | 4   | 5   |